# Umm al-Amad (Hims)
Umm al-Amad (arab. أم العمد) – miejscowość w Syrii, w muhafazie Hims. W 2004 roku liczyła 2851 mieszkańców.